# Lycaena hyllus
Lycaena hyllus is een vlinder uit de familie van de Lycaenidae. De wetenschappelijke naam van de soort is voor het eerst geldig gepubliceerd in 1775 door Pieter Cramer. De soort komt voor in een groot deel van de Verenigde Staten, met uitzondering van het westen.

## Synoniemen
- Polyommatus thoe Guérin-Méneville, 1832